# 莫利 (密歇根州)
莫利（英語：Morley）是位於美國密歇根州米科斯塔縣埃特納鎮區及迪爾菲爾德鎮區的一個村。

## 人口
根據2020年美國人口普查的數據，莫利的面積為2.56平方千米，當中陸地面積為2.32平方千米，而水域面積為0.24平方千米。當地共有人口517人，而人口密度為每平方千米201人。